# جيريمي غولدبرغ
جيريمي غولدبرغ (بالإنجليزية: Jeremy Goldberg)‏ هو مؤرخ بريطاني، ولد في 1958.